# Jamie Egan
James "Jamie" Egan är en amerikansk musiker bosatt i New Jersey. 
Som trombonist och trumpetare har Egan spelat i skaband som Catch 22, Bandits of the Acoustic Revolution och Streetlight Manifesto. Han bidrog 2005 till Suits of Lights första album. Egan kan också spela flöjt, franskt horn och tin whistle, och spelade alla dessa på Catch 22:s album Keasbey Nights.
Han är high school-lärare och undervisar i musik på Yorktown High School.